# Doropeti
Doropeti is een bestuurslaag in het regentschap Dompu van de provincie West-Nusa Tenggara, Indonesië. Doropeti telt 2529 inwoners (volkstelling 2010).